# Constantin I. Nicolaescu
Constantin I. Nicolaescu (n. 3 februarie 1861, Târgoviște, Principatele Unite ale Moldovei și Țării Românești – d. 20 mai 1945, Târgoviște, Dâmbovița, România) a fost un om politic român.

## Biografie
S-a născut în Târgoviște. A urmat studii la Colegiul Național „Sfântul Sava” din București, apoi la Universitatea din București, unde a obținut licența în drept. A profesat ulterior ca magistrat și avocat.
A fost membru al Partidului Național Liberal. În anul 1892 a fost ales pentru prima dată deputat. A îndeplinit funcțiile de prefect al județului Dâmbovița în două rânduri (aprilie 1897 - martie 1899, februarie 1901) și de secretar general în Ministerul de Interne (2 august 1902 - 20 decembrie 1904, 12 martie 1907 – 28 iulie 1908). După ce a părăsit ministerul, a devenit director al Casei rurale  (iulie 1908). A fost ales senator în 1914, apoi numit vicepreședinte al Comitetului agrar în 1920, cu puțin timp înainte de realizarea reformei agrare. Nicolaescu a îndeplinit de două ori funcția de președinte al Senatului: 3 februarie – 27 martie 1926 și 18 iulie 1927 – 10 noiembrie 1928.